# Bobâlna (okręg Kluż)
Bobâlna – wieś w Rumunii, w okręgu Kluż, w gminie Bobâlna. W 2011 roku liczyła 444 mieszkańców.